# Cinco locos en la pista
 Cinco locos en la pista es una película en blanco y negro de Argentina dirigida por Augusto César Vatteone el guion de Máximo Aguirre adaptado por Vatteone y Osvaldo Falabella que se estrenó el 15 de septiembre de 1950 y que tuvo como protagonistas a Los Cinco Grandes del Buen Humor.

## Sinopsis
El robo de un carburador amenaza provocar que los integrantes de Los Cinco Grandes del Buen Humor no puedan intervenir en una carrera de autos.

## Reparto
- Rafael Carret ... Pato
- Jorge Luz ... Jorge
- Zelmar Gueñol ... Zelmar
- Guillermo Rico ... Guillermo
- Juan Carlos Cambón ... "Gordo"
- Nelly Darén ... Cristina
- Julián Bourges ... Ing. Gaster
- Roberto García Ramos ... Conde de Damasco
- Clemar Bucci ... Como él mismo
- Nelly Láinez ... Mujer enamorada de "Gordo"
- Jorge Villoldo ... Portero
- Arturo Arcari
- Gerardo Rodríguez
- Luis Cicarelli
- Ermete Meliante ... Matón
- María Esther Corán

## Comentarios
King dijo del filme:

”Relativa eficacia cómica…siguen quedándose en mitad de camino los Cinco Grandes.”

Por su parte la crónica de Noticias Gráficas opinó:

”Los intérpretes bien dirigidos y bien atendidos por el libreto…Agilidad constante.”